# Millonarios FC
Millonarios Fútbol Club je kolumbijský fotbalový klub z města Bogotá založený v roce 1946 jako Club Deportivo Los Millonarios. Své domácí zápasy hraje na stadionu El Campín v Bogotě. Klubové barvy jsou modrá a bílá.
Patří k nejúspěšnějším klubům kolumbijské ligy.

## Historie
Klub byl založen 18. června 1946 pod názvem Club Deportivo Los Millonarios. První kolumbijský titul vybojoval o tři roky později, kdy již byl součástí týmu útočník Alfredo Di Stéfano, jenž byl jedním z mnoha hráčů, kteří do klubu zamířili během stávky v argentinské lize. Před svým odchodem do Realu Madrid v roce 1954 se dvakrát stal nejlepším ligovým střelcem. I po nuceném odchodu argentinských hráčů však klub v domácí soutěži dominoval, což dokazuje 9 vybojovaných titulů z prvních sedmnácti ligových ročníků. Další čtyři prvenství klub vybojoval v 70. a 80. letech. Na další titul z roku 2012 však fanoušci čekali dlouhých 24 let.

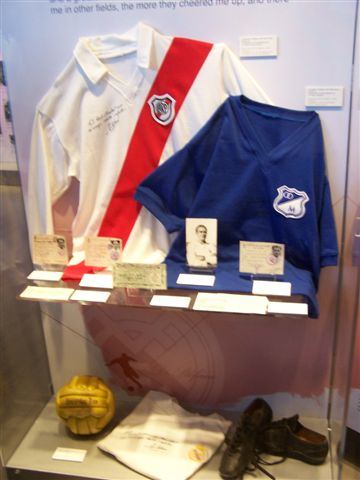
Dres, ve kterém hrál Alfredo Di Stéfano za Millonarios je vystaven v muzeu Realu Madrid

## Významní hráči
Vedle Di Stéfana stojí za zmínku také další hráči jako Adolfo Pedernera, Amadeo Carrizo, René Higuita nebo Carlos Valderrama.

## Úspěchy
- 15× vítěz 1. kolumbijské ligy (1949, 1951, 1952, 1953, 1959, 1961, 1962, 1963, 1964, 1972, 1978, 1987, 1988, 2012-Clausura, 2017-Clausura)
- 4× vítěz kolumbijského poháru (1953, 1956, 1963, 2011)[2]
- 1× vítěz Copa Merconorte (2001)